# عملیات سپر شمال
عملیات سپر شمال (عبری: מבצע מגן צפוני‎، آوانگاری: Mivtza Magen Tzfoni) یک عملیات نظامی از سوی اسرائیل بود که از ۴ دسامبر ۲۰۱۸ تا ۱۳ ژانویهٔ ۲۰۱۹ انجام شد. هدف اعلام‌شدهٔ این عملیات، یافتن و انهدام تونل‌های حزب‌الله بود که از خط آبی در لبنان گذر می‌کنند و به شمال اسرائیل می‌رسند. به گفتهٔ اسرائیل، این عملیات بخشی از درگیری‌های نیابتی ایران و اسرائیل بوده است. در ۱۷ دسامبر ۲۰۱۸، نیروی موقت سازمان ملل متحد در لبنان (یونیفیل) وجود چهار تونل در نزدیکی مرز اسرائیل و لبنان را شناسایی کرد و تأیید کرد که دو مورد از این تونل‌ها از خط آبی عبور می‌کنند و قطعنامه ۱۷۰۱ شورای امنیت سازمان ملل، که به پایان دادن به جنگ ۲۰۰۶ لبنان کمک کرده بود را نقض می‌کنند.

## پیش‌زمینه
نیروهای دفاعی اسرائیل (IDF) در سال ۲۰۱۳ پس از آن که ساکنان شمال اسرائیل از شنیدن صداهای مربوط به حفاری خبر دادند، جستجو برای تونل‌های حزب‌الله در داخل خاک اسرائیل را آغاز کردند، اما چیزی پیدا نکردند. پس از جنگ ۲۰۱۴ غزه، که شاهد کشف تونل‌های متعددی بود که حماس از نوار غزه به داخل اسرائیل حفر کرده بود و در چندین حمله مورد استفاده قرار گرفته بود، ارتش اسرائیل جستجوی خود را برای یافتن تونل‌های حزب‌الله در شمال اسرائیل از سر گرفت و این‌بار نشانه‌هایی از وجود چنین تونل‌هایی پیدا کرد. آزمایشگاهی متشکل از سربازان واحدهای فناوری و اطلاعات برای بررسی این تونل‌ها بر اساس آزمایشگاه مشابهی که تونل‌های حماس در جنوب اسرائیل را بررسی می‌کند، تشکیل شد. انواع سنسورهای لرزه‌نگاری و سامانه‌های راداری برای مکان‌یابی این تونل‌ها مورد استفاده قرار گرفت.
این عملیات از دو سال و نیم قبل برنامه‌ریزی شده بود. پس از این که مشخص شد در سال ۲۰۱۵ باید با تونل‌های حزب‌الله برخورد می‌شد، تیمی متشکل از مهندسان نظامی ارتش اسرائیل، افسران اطلاعاتی و کارشناسان فناوری تصمیم گرفتند که برای تخریب تونل‌ها برنامه‌ریزی کنند. آماده‌سازی‌ها به صورت مخفیانه انجام شد و بسیاری از شرکت‌کنندگان به اطرافیان خود گفتند که در حال شرکت در آموزش‌های معمول هستند. افسران ارشد در سپاه مهندسی رزمی ارتش اسرائیل متوجه شدند که زمین سخت و صخره‌ای شمال اسرائیل، برخلاف زمین‌های نرم و شنی منطقه‌ای که تونل‌های حماس در جنوب اسرائیل در آن‌ها حفر شده بود، چالشی را ایجاد می‌کند که ارتش اسرائیل با آن آشنایی نداشت. در سال ۲۰۱۷، تصمیم گرفته شد که ۱۱ نفر از پرسنل سپاه مهندسی به اروپا اعزام شوند تا در مورد حفاری سنگ سخت آموزش ببینند.
به گفتهٔ یک مقام ارشد اسرائیلی، به دلیل ترس از افشای جزئیات عملیاتِ برنامه‌ریزی‌شده، این عملیات در دسامبر ۲۰۱۸ آغاز شد. بیم آن می‌رفت که اگر حزب‌الله متوجه شود که اسرائیل از تونل‌ها اطلاع دارد، ممکن است از آنها استفاده کند و عملیات آدم‌ربایی را آغاز کند.

## رویدادها
ارتش اسرائیل برای این عملیات واحدهای مهندسی رزمی از جمله یگان ویژه یاهالوم، بولدوزر و سایر تجهیزات سنگین را در منطقه مستقر کرد.
در طول نخستین روز عملیات در ۴ دسامبر، ارتش اسرائیل گفت که تونلی را به طول تخمینی ۲۰۰ متر (۲۲۰ یارد) در نزدیکی شهر متولا در اسرائیل کشف کرده است که «بیش از ۴۰ یارد (۳۷ متر)» به داخل خاک اسرائیل امتداد یافته است. واشینگتن پست گزارش کرد که این تونل احتمالاً برای چندین سال توسط اسرائیل تحت نظر بوده است. ارتش اسرائیل در حین کشف نخستین تونل، دوربینی را در داخل تونل قرار داد و دو مظنون به عضویت در حزب‌الله را در این تونل و از طریق تصاویر این دوربین شناسایی کرد. هویت یکی از این افراد از سوی اسرائیل دکتر عماد «عزل‌الدین» فهس اعلام شد که بنا بر گزارش‌ها تحت عنوان «فرمانده یگان دیده‌بانی حزب‌الله در مرز با اسرائیل و یکی از فرماندهان واحد تونل حزب‌الله» شناخته می‌شده است. حزب‌الله مدعی شد که مردی که در تونل شناسایی شده، یک قاچاقچی مواد مخدر است و عضو حزب‌الله نیست.
در ۶ دسامبر ۲۰۱۸، یونیفیل وجود نخستین تونل فرامرزی را تأیید کرد. ارتش اسرائیل در همان روز اعلام کرد که تونل دومی را که از روستای رامیه در نزدیکی مرز سرچشمه می‌گیرد، کشف کرده است و از یونیفیل خواست که از سمت لبنان به تونل برسد و گفت: «هرکس وارد این محیط زیرزمینی شود جان خود را به خطر انداخته است».
در همان روز، اسرائیل از لبنان و یونیفیل خواست که تونل‌ها را تخریب کنند و گفت که «دولت لبنان، نیروهای مسلح لبنان و نیروی موقت سازمان ملل مستقر در لبنان را مسئول همهٔ رویدادهایی می‌داند که در لبنان رخ می‌دهد و از لبنان سرچشمه می‌گیرد». یونیفل گفت که «به همراه طرفین برای پیگیری اقدامات فوری دست به کار شده است». به گزارش المنار، جبران جبران باسیل، وزیر امور خارجهٔ وقت لبنان، به نمایندهٔ لبنان در سازمان ملل دستور داد که بگوید اسرائیل در حال انجام «یک کارزار دیپلماتیک و سیاسی علیه لبنان برای آماده شدن برای حملات علیه لبنان است». تا ۸ دسامبر ۲۰۱۸، لبنان به‌طور علنی به درخواست اسرائیل پاسخ نداده بود، به‌طوری که منابع لبنانی به الشرق الاوسط گفتند که «همهٔ طرف‌های رسمی ذیربط موضوع را پیگیری می‌کنند و تلاش می‌کنند تا آن را به دور از کانون‌های سیاسی یا رسانه‌ها حل کنند» و این که لبنان در حال کار بر روی شکایت به سازمان ملل است که در آن تأکید می‌کند که «کارزار دیپلماتیک و سیاسی اسرائیل علیه لبنان پیش‌آزمونی برای انجام حملات علیه لبنان است».
در ۱۱ دسامبر ۲۰۱۸، ارتش اسرائیل اعلام کرد که سومین تونل عبوری به سمت اسرائیل را کشف کرده است. در همان روز یونیفیل وجود دومین تونل فرامرزی را نیز تأیید کرد.
در ۱۶ دسامبر ۲۰۱۸، ارتش اسرائیل اعلام کرد که چهارمین تونل را به سمت اسرائیل شناسایی کرده است و از آنجایی که تونل با مواد منفجره ساخته شده است، هرکسی که از سمت لبنان وارد آن شود، جان خود را به خطر خواهد انداخت.
در ۱۷ دسامبر ۲۰۱۸، نیروهای ارتش اسرائیل نوارهایی از سیم خاردار حلقوی را در آن سمت از خط آبی که در خاک اسرائیل قرار داشت، قرار دادند. در حین قرار دادن سیم، رویارویی بدون خشونتی بین سربازان اسرائیلی و لبنانی رخ داد. همچنین در ۱۷ دسامبر ۲۰۱۸، یونیفل وجود چهار تونل در نزدیکی مرز اسرائیل و لبنان را تأیید کرد و گفت: «یونیفیل در این مرحله می‌تواند تأیید کند که دو تونل از خط آبی عبور کرده‌اند» و قطعنامه ۱۷۰۱ شورای امنیت سازمان ملل را نقض کرده‌اند.
در ۱۹ دسامبر ۲۰۱۸، در نشست ویژهٔ شورای امنیت سازمان ملل، اسرائیل از شورای امنیت خواست تا حزب‌الله را محکوم کرده و آن را به عنوان یک سازمان تروریستی معرفی کنند. اسرائیل همچنین حزب‌الله را به نگهداری سلاح در خانه‌های شخصی متهم کرد. ژان پیر لاکروا، رئیس نیروهای حافظ صلح سازمان ملل، گفت که یونیفیل وجود چهار تونل از جمله دو تونل را که وارد خاک اسرائیل می‌شوند، تأیید کرده است که «نقض جدی» قطعنامهٔ آتش‌بس سال ۲۰۰۶ (۱۷۰۱) است. امل مدالعلی، سفیر لبنان، گفت که لبنان موضوع را جدی می‌گیرد و به قطعنامهٔ ۱۷۰۱ پایبند است. با این حال، مدالعلی همچنین اسرائیل را به نقض مکرر حریم هوایی از سوی نیروی هوایی اسرائیل متهم کرد. در حالی که چندین کشور عضو شورا در محکومیت تونل‌ها به اسرائیل پیوستند، شورا در پایان یک پر تلاطم، هیچ اقدامی انجام نداد.
در ۲۵ دسامبر، ارتش اسرائیل اعلام کرد که چندین روز قبل تونل پنجم را پیدا کرده و با مواد منفجره آن را خنثی کرده است.
در ۱۳ ژانویهٔ ۲۰۱۹، ارتش اسرائیل ششمین تونل را نیز پیدا کرد که به ادعای آن بزرگ‌ترین و پیچیده‌ترین تونل کشف شده بود. این تونل دارای روشنایی الکتریکی، سیستم ریلی برای جابجایی تجهیزات، دفع زباله و پله بود. ارتش اسرائیل اعلام کرد که این آخرین تونل است، اما در حال زیر نظر گرفتن مناطق دیگر در امتداد مرز است که حزب‌الله در حال حفر زیرساخت‌های زیرزمینی در آن‌ها است و هنوز وارد اسرائیل نشده است. با این کشف، ارتش اسرائیل پایان عملیات سپر شمال را اعلام کرد.

## از دیدگاه لبنان
به گفتهٔ یک منبع امنیتی ناشناس لبنانی که با روزنامهٔ لبنانی الجمهوریه گفتگو کرده بود، این تونل‌ها «قدیمی و متروک» بودند و توسط اسرائیل برای اهداف سیاسی مورد بهره‌برداری قرار گرفتند. این منبع ناشناس اظهار کرد که اسرائیل مدت‌ها پیش از کشف این تونل‌ها خبر داده بود، اما اکنون از آنها برای منافع سیاسی استفاده می‌کند.
سید حسن نصرالله در پاسخ به این عملیات گفت که از این که اسرائیلی‌ها این تونل‌ها را پیدا کرده‌اند تعجب کرده و این عملیات یک «شکست اطلاعاتی» بوده است.